# Sentience Institute
Le Sentience Institute est un groupe de réflexion interdisciplinaire américain spécialisé dans la recherche sur l'altruisme efficace et les mouvements sociaux. Il a été fondé par Jacy Reese Anthis et Kelly Anthis en juin 2017 et a publié des rapports de recherche sur divers mouvements sociaux et nouvelles technologies.

## Histoire
Le Sentience Institute a été fondé sur le principe de l'altruisme efficace, une philosophie et un mouvement social qui utilise une démarche analytique pour déterminer les moyens les plus efficaces d'améliorer le monde. L'institut se présente comme un groupe de réflexion menant des recherches et publiant des recommandations sur les stratégies les plus efficaces pour élargir le cercle moral de l'humanité. Ses fondateurs, Kelly Witwicki et Jacy Reese Anthis, travaillaient chez Sentience Politics, qui faisait partie de l'Effective Altruism Foundation. Sentience Politics est désormais une organisation à but non lucratif qui mène des initiatives politiques dans l'espace germanophone. Anthis avait également travaillé chez Animal Charity Evaluators en tant que président du conseil d'administration, puis en tant que chercheur à temps plein.
Anthis et Witwicki ont été sélectionnés pour le prix « Humains de l'année » de Vice Media en 2017. Le journaliste Matthew Gault a décrit le programme de recherche de l'institut comme un projet énorme. Kelly a parlé du besoin de preuves et de recherches dans l'étude des mouvements sociaux. Witwicki et Anthis se sont mariés en 2020.

## Recherche
Le Sentience Institute synthétise certaines de ses recherches dans un résumé des données probantes sur les questions fondamentales d'une défense efficace des animaux, qui répertorie les preuves provenant de diverses sources ayant des implications pour la stratégie du mouvement de défense des animaux.
Depuis 2017, l'institut a publié plusieurs livres blancs dont une étude sur le mouvement anti-esclavagisme britannique, une étude sur le mouvement nucléaire français et une étude sur les aliments génétiquement modifiés,,.
L'institut a interrogé les opinions des adultes américains sur l'élevage, révélant notamment que 47 % d'entre eux soutenaient l'interdiction des abattoirs,,,,. Ces résultats ont été reproduits en janvier 2018 par une équipe d'économistes,.
En novembre 2018, Jacy Reese Anthis a publié The End of Animal Farming, qui résume et s'appuie sur la plupart des recherches de l'institut et les communique au grand public,,,. Vers la fin du livre, il conclut « si je devais spéculer, je dirais que d’ici 2100, toutes les formes d’élevage sembleront dépassées et barbares »,. Il critique la notion de viande sans cruauté.
En 2023, le Sentience Institute indique que la plupart de ses recherches se concentrent sur les digital minds (« esprits numériques »), que l'on pourrait définir comme des formes hypothétiques d'intelligence artificielle ayant des expériences conscientes, des capacités de raisonnement et de prise de décision. Le Sentience Institute écrit que bien que les préoccupations autour de la sentience artificielle peuvent sembler bizarres, elles devraient être prises au sérieux, notamment du fait du nombre potentiellement extrêmement élevé d'instances dans le futur,.